# Presto (альбом)
| Оценки критиков | Оценки критиков |
| Источник        | Оценка          |
| --------------- | --------------- |
| AllMusic        | [ 4 ]           |
| AllMusic        | [ 5 ]           |
| Rolling Stone   | [ 6 ]           |

Presto — тринадцатый студийный альбом канадской рок-группы Rush, был издан в 1989 году. Лонгплей был записан на студиях: Le Studio (Морин-Хайтс) и McClear Place (Торонто). Это был первый альбом Rush изданный на лейбле Atlantic Records, с которым группа подписала контракт в начале 1989 года, после решения не продлевать договор с Mercury/PolyGram Records.
Группа намеревалась пригласить Питера Коллинза стать сопродюсером альбома, который уже продюсировал две предыдущие работы группы — Power Windows и Hold Your Fire, однако он был вынужден отказался от предложения по личным причинам. В итоге выбор пал на Руперта Хайна.
В поддержку альбома было издано три сингла: «The Pass», «Superconductor» и «Show Don’t Tell», последний достиг вершины хит-парада Hot Mainstream Rock Tracks. Сам альбом добрался до 16 строчки в Billboard 200 и получил «золотую» сертификацию в США. На родине музыкантов альбом получил «платиновый» статус.

## Список композиций
Все тексты написаны Нилом Пиртом, вся музыка написана Алексом Лайфсоном и Гедди Ли.
| №   | Название              | Длительность |
| --- | --------------------- | ------------ |
| 1.  | «Show Don't Tell»     | 5:01         |
| 2.  | «Chain Lightning»     | 4:33         |
| 3.  | «The Pass»            | 4:52         |
| 4.  | «War Paint»           | 5:24         |
| 5.  | «Scars»               | 4:07         |
| 6.  | «Presto»              | 5:45         |
| 7.  | «Superconductor»      | 4:47         |
| 8.  | «Anagram (for Mongo)» | 4:00         |
| 9.  | «Red Tide»            | 4:29         |
| 10. | «Hand Over Fist»      | 4:11         |
| 11. | «Available Light»     | 5:03         |

## Участники записи
- Гедди Ли — вокал, бас-гитара, синтезаторы
- Алекс Лайфсон — гитары (электрогитара и акустическая), бэк-вокал
- Нил Пирт — ударные, перкуссия
- Руперт Хайн — дополнительные клавишные, бэк-вокал, продюсирование
- Джэйсон Снайдерман — дополнительные клавишные
- Стивен Тайлер — запись и микширование

## Хит-парады
| Год  | Хит-парад       | Высшая позиция |
| ---- | --------------- | -------------- |
| 1989 | Billboard 200   | 16             |
| 1989 | UK Albums Chart | 27             |

## Сертификация
| Страна | Организация | Статус               |
| ------ | ----------- | -------------------- |
| США    | RIAA        | Золотой (500 000)    |
| Канада | RIAA        | Платиновый (100 000) |